# Bistum Ji-Paraná
Das Bistum Ji-Paraná (lat.: Dioecesis Giparanensis) ist eine in Brasilien gelegene römisch-katholische Diözese mit Sitz in Ji-Paraná im Bundesstaat Rondônia.

## Geschichte
Das Bistum Ji-Paraná wurde am 3. Januar 1978 durch Papst Paul VI. aus Gebietsabtretungen der Territorialprälaturen  Guajará-Mirim und Porto Velho als Territorialprälatur Vila Rondônia errichtet und dem Erzbistum Manaus als Suffragan unterstellt. Am 4. Oktober 1982 wurde die Territorialprälatur Vila Rondônia dem Erzbistum Porto Velho als Suffragan unterstellt.
Die Territorialprälatur Vila Rondônia wurde am 19. Februar 1983 durch Papst Johannes Paul II. zum Bistum erhoben und in Bistum Ji-Paraná umbenannt. Am 23. Dezember 1997 gab das Bistum Ji-Paraná Teile seines Territoriums zur Gründung des Bistums Juína ab.

## Ordinarien

### Prälaten von Vila Rondônia
- José Martins da Silva SDN, 1978–1982, dann Erzbischof von Porto Velho

### Bischöfe von Ji-Paraná
- Antônio Possamai SDB, 1983–2007
- Bruno Pedron SDB, 2007–2019
- Norbert Förster SVD, seit 2020